# 피닉스 제도

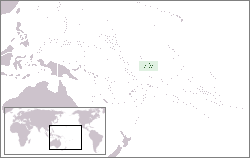
피닉스 제도의 위치

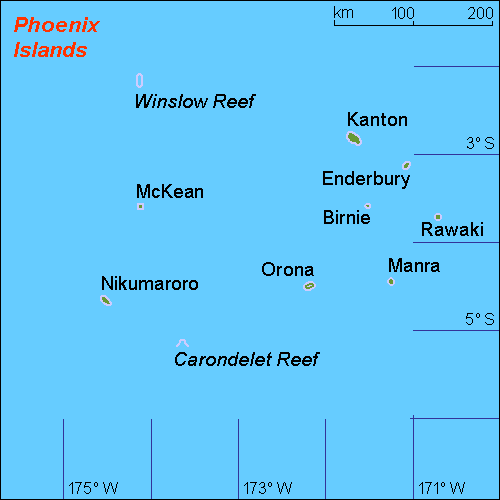
피닉스 제도

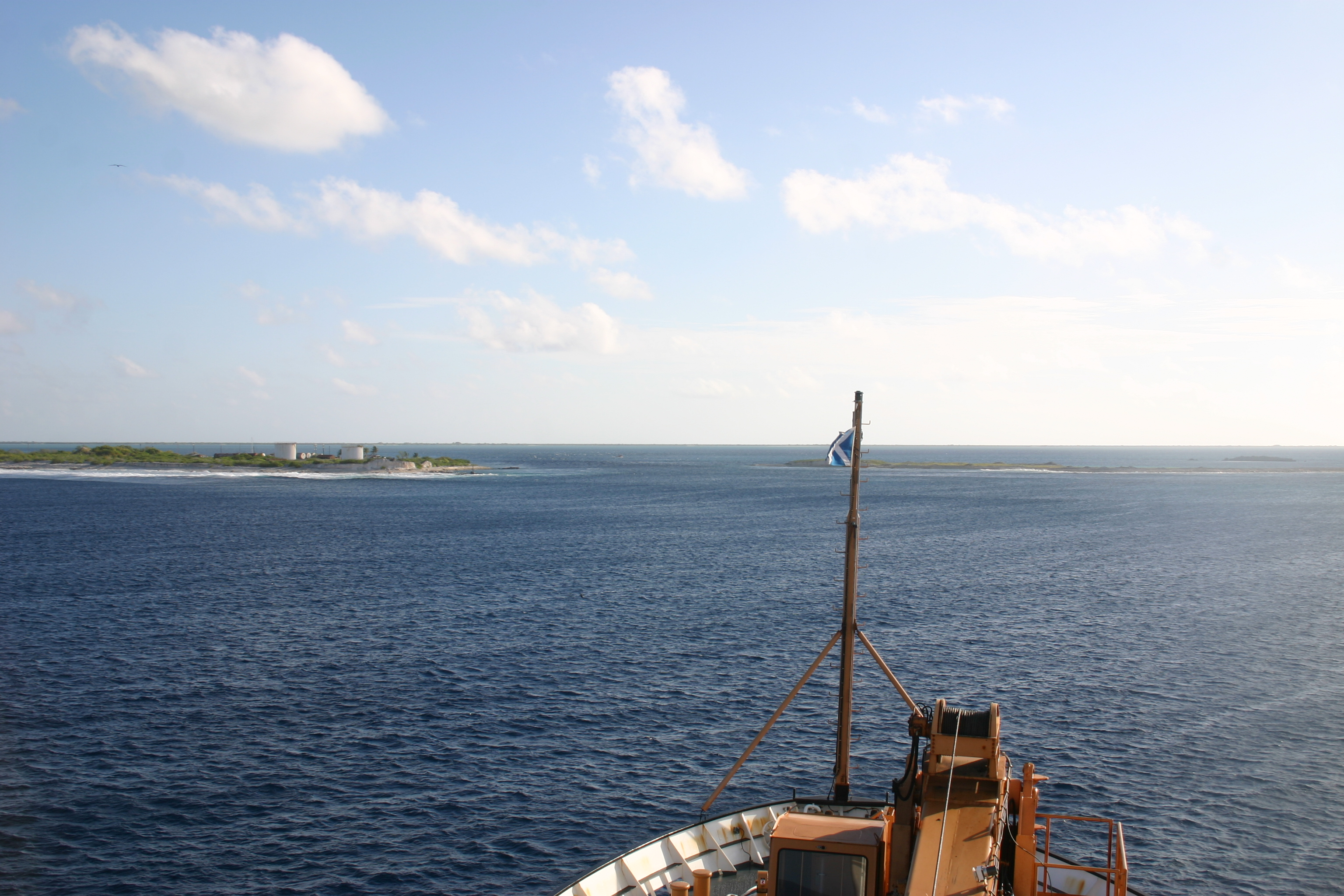
캔튼섬에 있는 마을(왼쪽)

피닉스 제도(Phoenix Islands)는 키리바시를 이루는 군도 중 하나로, 길버트 제도 동쪽과 라인 제도 서쪽, 태평양 중부에 위치하며 면적은 27.6km2, 인구는 41명(2005년 기준)이다. 8개 섬(버니섬, 엔더버리섬, 캔턴섬, 맨라섬, 매킨섬, 니쿠마로로 환초, 오로나 환초, 라와키섬)으로 나뉜다.
19세기 말 영국이 피닉스 제도 대부분을 합병하였고 1937년 이 곳을 자국의 식민지로 편입했지만 1938년 미국이 캔튼섬과 엔더버리섬에 대한 영유권을 주장했다. 1939년 미국과 영국 양국은 향후 50년간 캔튼섬과 엔더버리섬에 대한 주권을 공동으로 행사하기로 합의했지만 1979년 키리바시가 독립하면서 이들 섬도 키리바시의 영토로 편입되었다.
다만 날짜 변경선 상에서 UTC 기준으로 +13에 해당되는 지역에 속한 곳 중의 하나이다.

## 같이 보기
- 키리바시